# Zöld gyurgyalag
A zöld gyurgyalag (Merops persicus) a madarak (Aves) osztályának a szalakótaalakúak (Coraciiformes) rendjébe, ezen belül a gyurgyalagfélék (Meropidae) családjába tartozó faj.

## Rendszerezése
A fajt Peter Simon Pallas német zoológus írta le 1773-ban.

## Alfajai
- Merops persicus chrysocercus Cabanis & Heine, 1860 - Afrika
- Merops persicus persicus Pallas, 1773[2] - Ázsia

## Előfordulása
Észak-Afrika és Ázsia területein fészkel. Telelni délebbre, a trópusokra vonul. Természetes élőhelyei a szubtrópusi és trópusi száraz erdők, mangroveerdők, sivatagok, szavannák, édesvizű mocsarak, tavak, folyók és patakok környéke, tengerparti sós lagúnák, valamint legelők és szántóföldek.

## Megjelenése
Testhossza 31 centiméter, szárnyfesztávolsága 46-49 centiméteres, testtömege 38–50 gramm.

## Életmódja
Rovarokkal táplálkozik, főleg szitakötőket, méheket, és darazsakat fogyaszt.
|  |  |

## Szaporodása
Fészekalja 4-8 tojásból áll.
|  |

## Természetvédelmi helyzete
Az elterjedési területe rendkívül nagy, egyedszáma pedig stabil. A Természetvédelmi Világszövetség Vörös listáján nem fenyegetett fajként szerepel.